# Office national d'études et de recherches aérospatiales

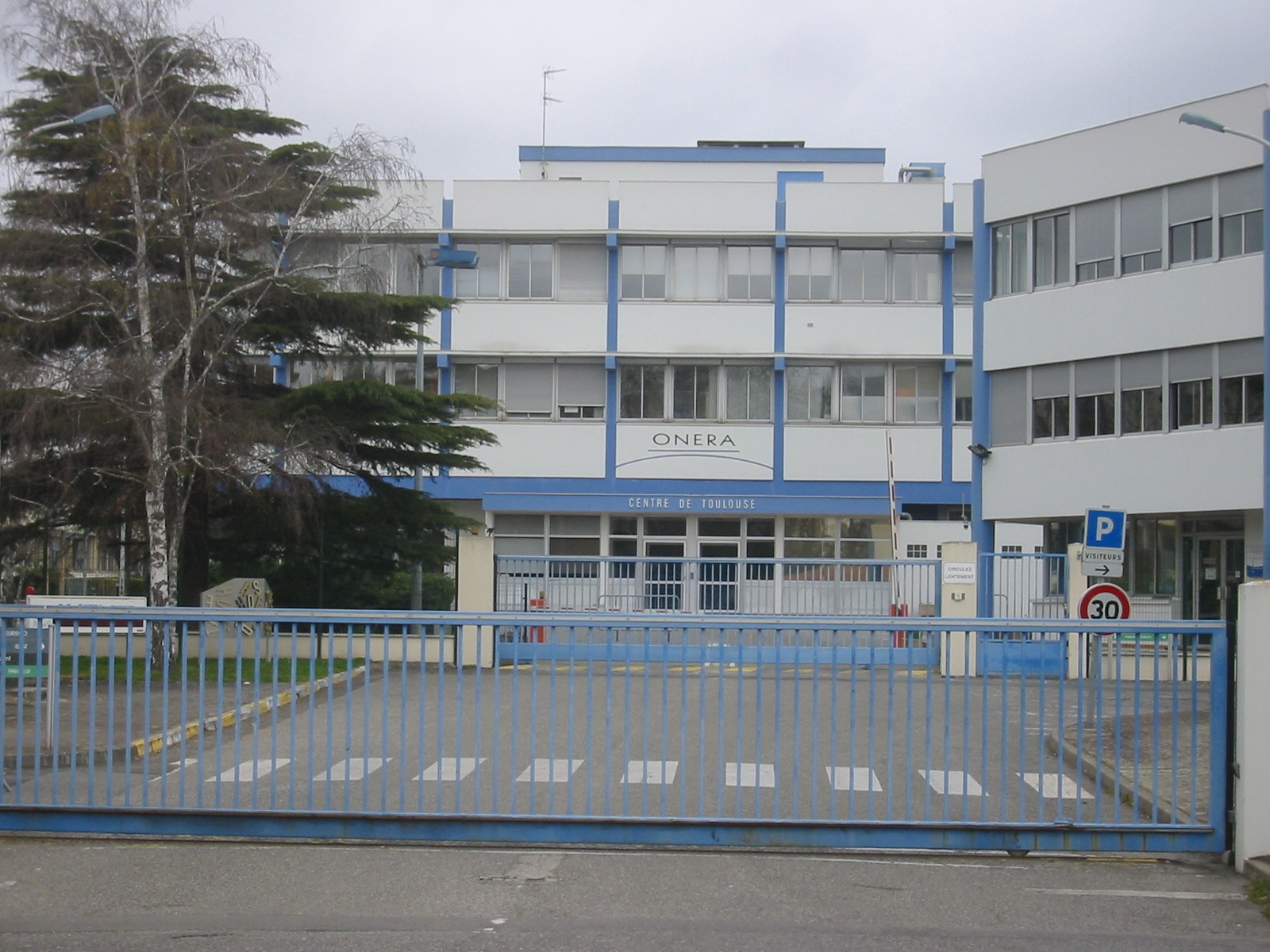
L'ONERA à Toulouse.

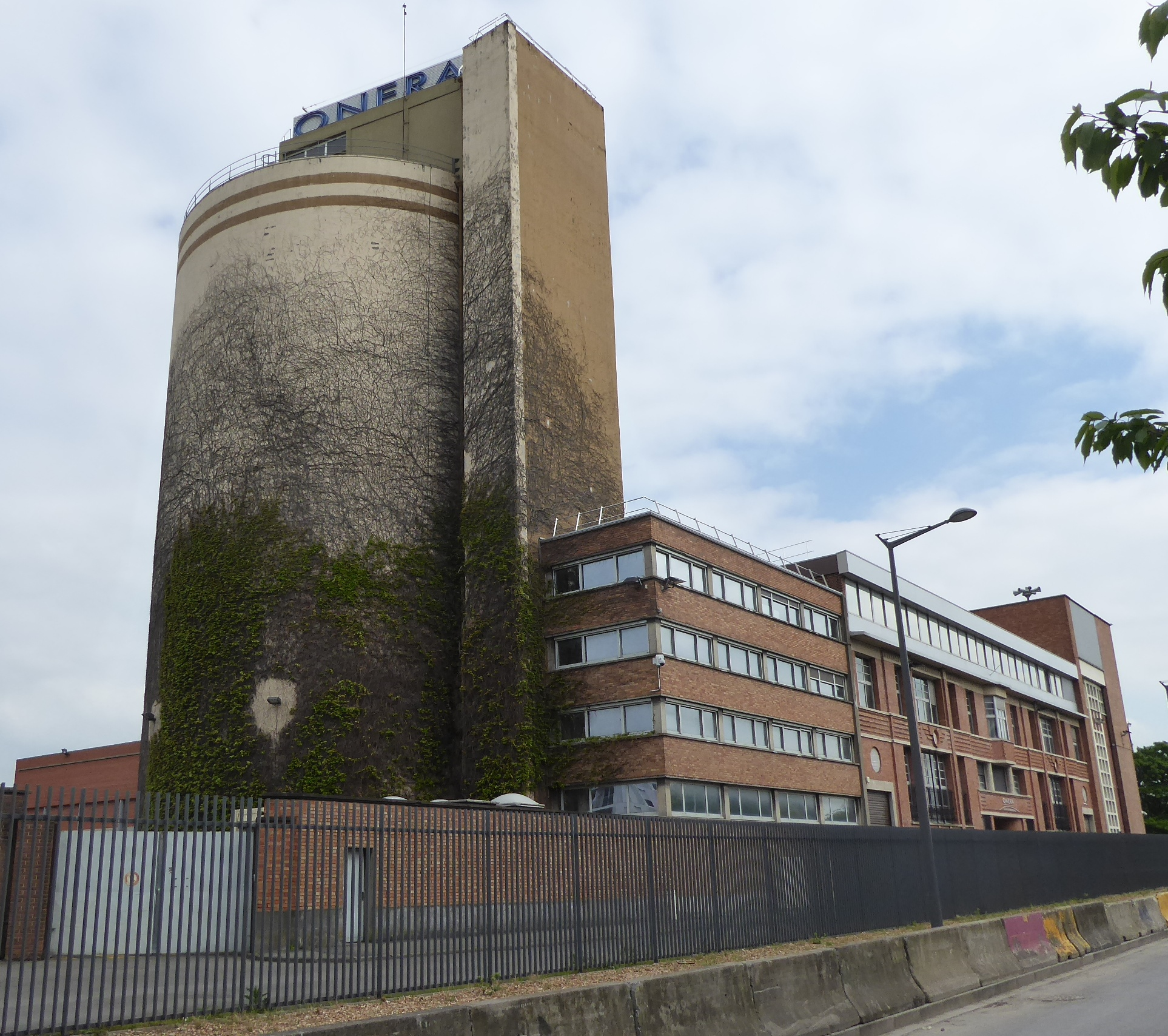
L'ONERA à Lille.

L’Office national d'études et de recherches aérospatiales (ONERA) est le principal centre de recherche français du secteur aéronautique, spatial et défense. Toutes les disciplines et technologies du domaine sont concernées. De nombreux programmes aérospatiaux sont passés par l'ONERA : Ariane, Falcon, Rafale, projets d'Airbus, missiles, hélicoptères, moteurs, radars, etc.
Placé sous la tutelle du ministère des Armées, cet établissement public à caractère industriel et commercial (EPIC) dispose d’un budget d'environ 230 millions d’euros, dont la moitié en subventions de l'État et emploie environ 2 000 personnes, dont une majorité de chercheurs, ingénieurs et techniciens. L'ONERA dispose de moyens d'essais et de calcul importants, et notamment du plus grand parc de souffleries d'Europe. Le président de l'ONERA est nommé en conseil des ministres sur proposition du ministre des Armées.

## Historique

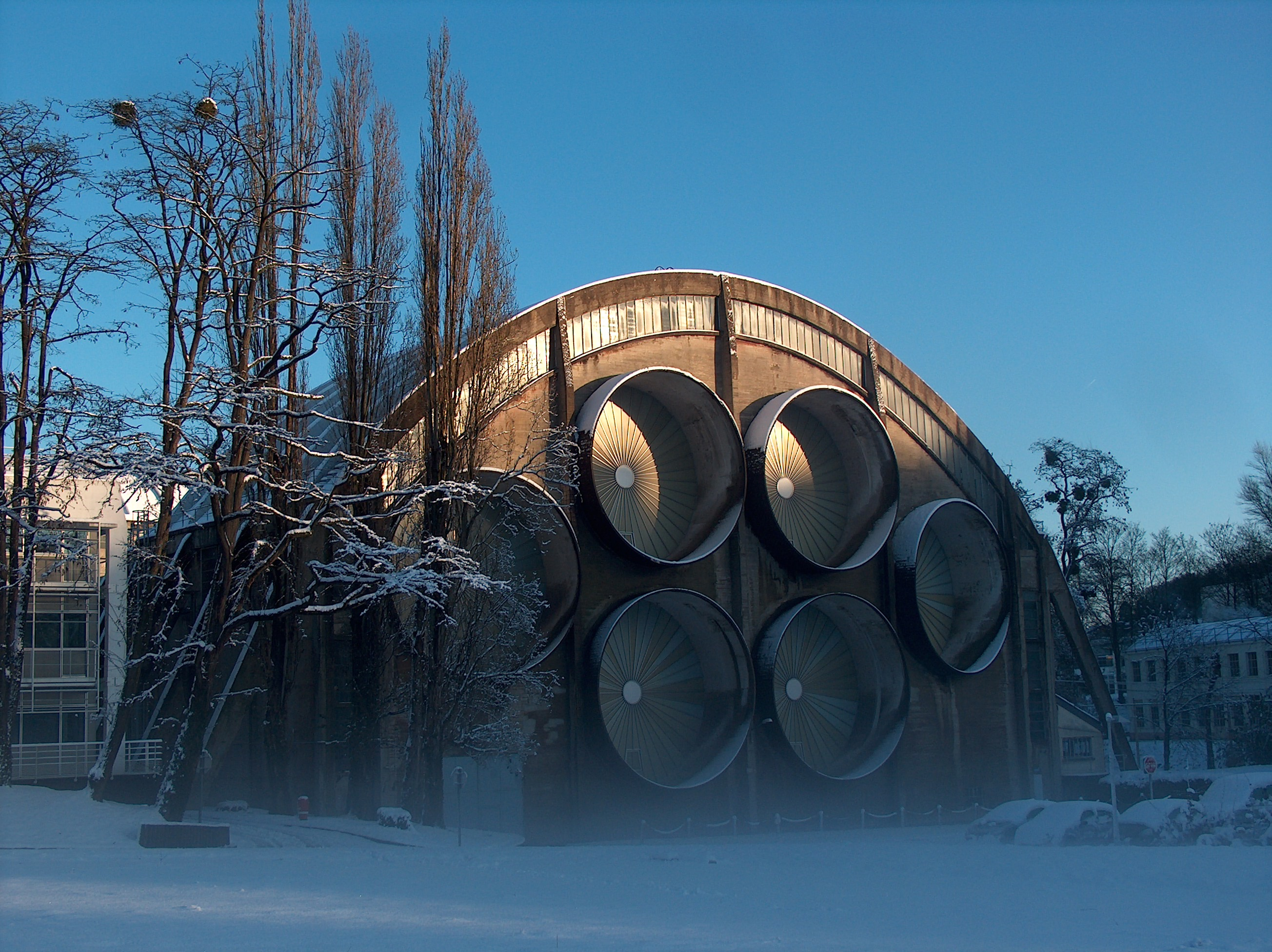
Soufflerie S1 de l'ONERA Meudon.

L'ONERA est créé sous ce nom en mai 1946, peu après la fin de la Seconde Guerre mondiale, afin de relancer la recherche aéronautique restée en sommeil en France sous l'Occupation de la France par l'Allemagne pendant la guerre. Il est créé sous l'insistance de Frédéric Joliot-Curie par décret du ministre de l'Armement Charles Tillon qui nomme son directeur de cabinet René Jugeau comme premier directeur général de l'ONERA. Cette création correspond à la décision du gouvernement de la République française de récupérer, en tant que prise de guerre, et de déplacer en France la grande soufflerie allemande d'Ötztal se trouvant dans la zone d'occupation française en Autriche. À sa création, l'ONERA absorbe certaines entités pré-existantes telles que le Laboratoire de Recherches Aéronautiques (LRA) de Châtillon-sous-Bagneux, jusqu'alors brièvement dirigé par le scientifique allemand Eugen Sänger.
René Jugeau est remplacé par Maurice Roy en 1949 en raison de désaccord avec son autorité de tutelle sur le financement de l'organisme. Lucien Malavard prend la direction de l'ONERA en 1962, puis Paul Germain lui succède l'année suivante. Il est remplacé par Raimond Castaing en 1968. Dans les années 1950 et 1960, l'ONERA participe à la mise au point des techniques nouvelles nécessaires à la mise au point des hélicoptères, des missiles et des moteurs en particulier dans le domaine de la propulsion supersonique et hypersonique. Il accompagne la forte croissance de l'industrie aérospatiale française qui donne naissance à cette époque aux chasseurs Mirage, au transporteur supersonique Concorde, aux avions du constructeur Airbus et aux lanceurs Ariane. 
Jusqu'en 1963, ONERA est l'acronyme pour « Office national d'études et de recherches aéronautiques ». Aux débuts de la conquête spatiale, la dénomination est revue et devient « Office national d’études et de recherches aérospatiales ». En janvier 2007, pour répondre à une volonté de visibilité internationale plus grande, le logo de l'ONERA s'enrichit de la signature « The French Aerospace Lab » (en français : « Le laboratoire aérospatial français »).

## Missions
L'ONERA a pour missions :
- de développer et d'orienter les recherches dans le domaine aérospatial ;
- de concevoir, de réaliser, de mettre en œuvre les moyens nécessaires à l'exécution de ces recherches ;
- d'assurer, en liaison avec les services ou organismes chargés de la recherche scientifique et technique, la diffusion sur le plan national et international des résultats de ses recherches.

Il doit également apporter son concours, dans son domaine de compétence, à la politique de formation à la recherche et par la recherche.
La vocation de l'ONERA est d'une manière plus générale de soutenir par la recherche et l'innovation le secteur aéronautique et spatial national et européen.
L'ONERA réalise des travaux de recherche fondamentale à visée applicative, soit à sa propre initiative soit à celle d’agences nationales ou européennes (DGA, CNES, ANR, ESA…). Il produit également des études de recherche technique à la demande de l’industrie aéronautique, spatiale et de défense. Certains travaux de recherche sont financés par la Commission européenne (7e PCRD, programme cadre Horizon 2020…).
Parmi les clients-partenaires de l'ONERA, se trouvent les grandes sociétés du secteur comme Airbus (groupe) (avions commerciaux, hélicoptères, défense, espace), Safran (aéronautique, espace, défense), Dassault Aviation, Thales… mais également les PME qui sont encouragées à profiter de l'expertise des ingénieurs de l'ONERA et à bénéficier d'opportunités en matière de transfert de technologies.
L'office national a également mis son expertise au service d'une start-up dénommé Flying Whales, qui élabore la construction d'un dirigeable gros porteur : le LCA60T. Une maquette au 1/150 a notamment été utilisée, pour l'élaboration de modèles aérodynamiques complets ; lors de la première campagne d’essais en soufflerie. Elle s'est déroulée en 2018, à l'Institut de mécanique des fluides de Lille.

## Départements scientifiques et direction des souffleries
La direction technique et des programmes (DTP) garantit l'expertise étatique et réalise les études et recherches de l'ONERA relevant de ses grandes finalités – aéronautique, espace et défense, via les sept départements scientifiques qui la composent :
- DAAA - Aérodynamique, aéroélasticité, acoustique ;
- DEMR - Électromagnétisme et radar ;
- DMAS - Matériaux et structures ;
- DMPE - Multi-physique pour l'énergétique ;
- DOTA - Optique et techniques associées ;
- DPHY - Physique, instrumentation, environnement, espace ;
- DTIS - Traitement de l'information et systèmes.

La direction des souffleries (DS) offre une large gamme de services à l'industrie aéronautique, spatiale et de défense. Ses services reposent sur des installations aérodynamiques de classe mondiale, une expertise aérodynamique de très haut niveau et une métrologie sans cesse renouvelée.

## Stratégie scientifique
Cette section ne s'appuie pas, ou pas assez, sur des sources secondaires ou tertiaires indépendantes du sujet. Le texte peut contenir des analyses inexactes ou inédites de sources primaires.
Pour l'améliorer, ajoutez-en, ou placez des modèles {{Source secondaire souhaitée}} ou {{Source secondaire nécessaire}} sur les passages mal sourcés. (octobre 2023)

### Cinq domaines scientifiques
La stratégie scientifique de l'ONERA est pilotée par la direction scientifique générale, qui est organisée en cinq domaines disciplinaires :

#### Matériaux et structures
La maîtrise de la tenue mécanique tout au long de la vie des matériels, composants et structures est l'enjeu majeur de ce domaine. Les activités vont de la compréhension des mécanismes élémentaires à la mise en œuvre de ces matériaux par l'industrie au sein de structures complexes, en passant par le développement de matériaux nouveaux.

#### Mécanique des fluides et énergétique
Ce domaine scientifique recouvre les recherches sur l’aérodynamique et la propulsion des véhicules aéronautiques et spatiaux. Ces recherches visent à accroître les performances et la sécurité des véhicules actuels et à développer de nouvelles configurations plus économiques et respectueuses de l’environnement.

#### Physique
Ce domaine concerne la conception et la réalisation de moyens de mesure et d’observation pour les applications aérospatiales, aussi bien de défense que civiles, depuis des composants fondamentaux jusqu’aux systèmes intégrés dans leur environnement. Les recherches défrichent de nouveaux débouchés (sécurité, environnement), anticipent la guerre électro-magnétique et optronique, et explorent le potentiel offert par l’utilisation croissante des drones et des nanosatellites.

#### Simulation numérique avancée
La simulation numérique avancée intègre sous forme de logiciels l’ensemble du processus de recherche et de développement associé à la production scientifique et technique. Cela recouvre les recherches sur la modélisation, les études sur l’algorithmique et les mathématiques appliquées, la problématique de calcul haute performance, les couplages entre physiques différentes, les techniques de réduction de modèles et la prise en compte des incertitudes.

#### Traitement de l'information et systèmes
Ce domaine s'apparente aux Sciences et Technologies de l'Information et de la Communication (STIC). Les principales composantes sont l'automatique, le traitement du signal et des images, la robotique, la simulation numérique, la conception et l’optimisation des systèmes et des procédés, l'ingénierie des systèmes informatiques, l’ingénierie des connaissances et cognitive. Les travaux de recherche s'adressent pour bonne part à la conception des systèmes aéronautiques et aérospatiaux, des systèmes de défense et de surveillance, de sécurité ainsi qu'au déploiement de ces systèmes dans des missions complexes, au traitement de données massives issues de capteurs embarqués et à l'élaboration de connaissances sur des phénomènes à grande échelle.

### Haut Conseil scientifique
Le HCS - Haut Conseil scientifique – est l'instance de réflexion, d'évaluation et d'orientation garante de l'excellence scientifique de l'ONERA. Le HCS évalue le niveau scientifique et technique de l'ONERA, contribue à son rayonnement national et international et soutient sa mission de préparation de l'avenir. Le HCS se compose de membres de droit représentant les ministères concernés par l'activité de l'ONERA, ainsi que de membres nommés pour trois ans, choisis pour leur compétence scientifique ou technique dans le domaine aérospatial ou dans des domaines connexes.
Composition du HCS (avril 2020) :
Président
- Alain Schuhl, Centre national de la recherche scientifique (CNRS), Directeur général délégué à la science.

Membres nommés
- Tony Arts, Université catholique de Louvain (UCLouvain), Professeur émérite
- Elsa Cortijo, CEA, directrice de la recherche fondamentale
- Malik Ghallab, Directeur de Recherche émérite au CNRS
- Gérald Pigné, Executive Expert Contrôle de vol, Analyse de Missions des Lanceurs et Véhicules Spatiaux et Ingénierie Systèmes, Inspection Générale d'ArianeGroup
- Sylvie Pommier, Professeur à l'ENS Paris-Saclay, Vice-présidente adjointe chargée du doctorat à l'Université Paris-Saclay
- Pierre Sagaut, Professeur à l'Université Aix-Marseille

Membres de droit
- Erwan Conan, IGA, chef du service technique au sein de la DGA, pour le ministère des Armées.
- Pierre Moschetti, sous-directeur de la construction aéronautique à la Direction du Transport Aérien, pour le ministère de la Transition écologique et solidaire.
- Laurent Vigroux, conseiller scientifique au ministère de l'Enseignement supérieur, de la recherche et de l'Innovation.

## Sites

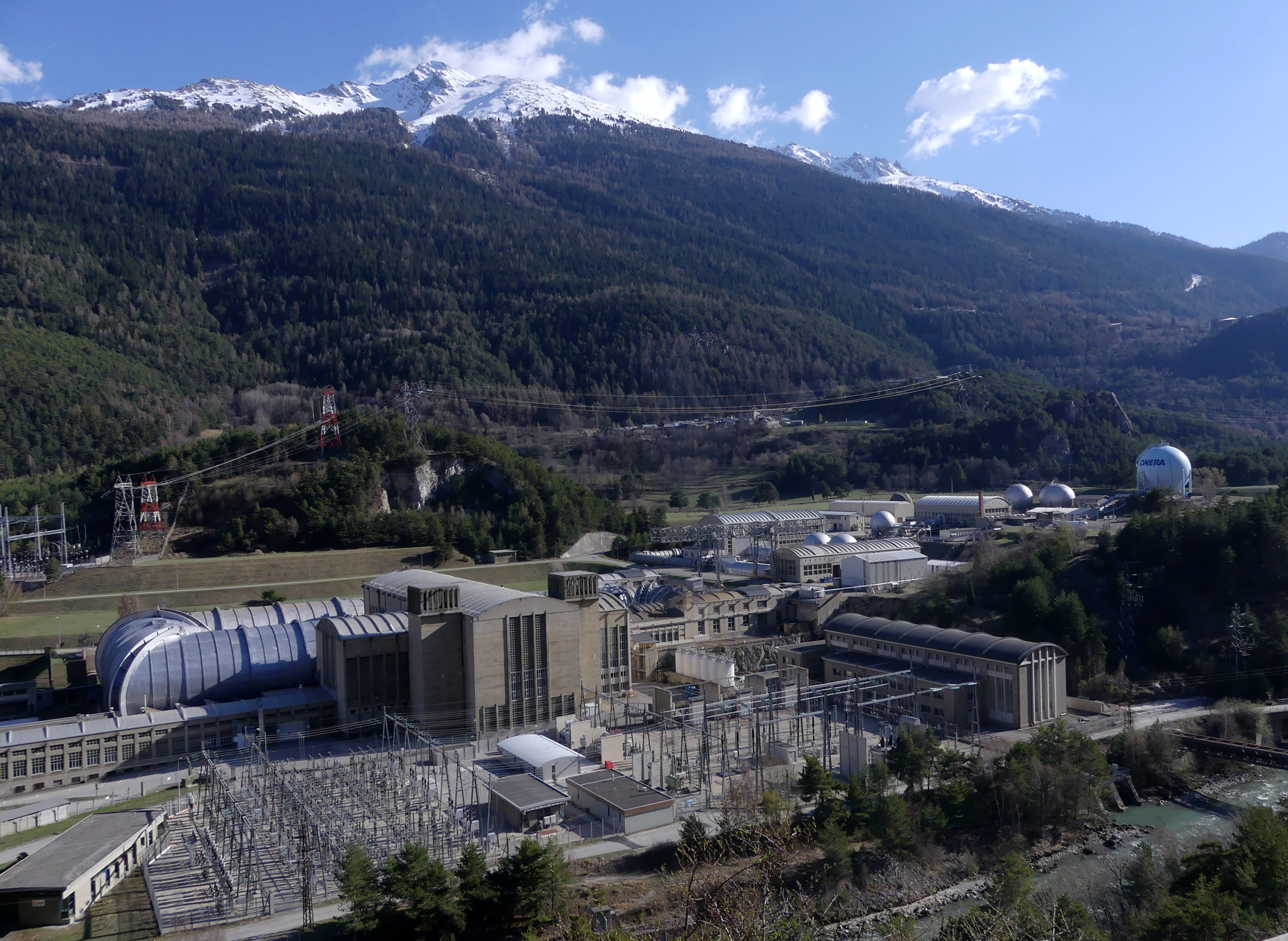
Souffleries de l'ONERA à Avrieux dans la vallée de la Maurienne (Savoie).

L'ONERA est réparti sur le territoire national en huit centres :
Trois centres se situent en Île-de-France :
- à Palaiseau (Essonne), dans l'ancien fort de Palaiseau, fort militaire du début du XXe siècle, augmenté de constructions plus récentes ; ce centre abrite le siège de l'ONERA ;
- à Châtillon (Hauts-de-Seine), avenue de la Division-Leclerc ;
- à Meudon (Hauts-de-Seine), sur le site de l'ancien Établissement central de l'aérostation militaire de Chalais-Meudon, créé en 1877.

Un centre est installé dans le nord de la France :
- à Lille, anciennement l'Institut de mécanique des fluides de Lille.

Deux autres centres figurent en Occitanie :
- à Toulouse, avenue Édouard-Belin, à proximité de l'Institut supérieur de l'aéronautique et de l'espace (anciennement Centre d'études et de recherches de Toulouse, ONERA CERT) ;
- à Mauzac[7], dans la Haute-Garonne près de Toulouse.

Enfin deux autres centres dans le sud-est de la France :
- à Salon-de-Provence, sur le site de l'École de l'air ;
- à Modane-Avrieux, dans la vallée de la Maurienne en Auvergne-Rhône-Alpes.

## Moyens
L'ONERA dispose d'un ensemble de souffleries unique en Europe, géré par la Direction des souffleries (DS). Les souffleries sont principalement implantées à Modane et au Fauga-Mauzac. Parmi celles-ci figure la soufflerie S1MA du site de Modane en Savoie, d'une puissance de 88 MW, qui est la plus grande soufflerie du monde de type sonique (nombre de Mach atteignant 1). Cette soufflerie va connaître une phase de modernisation, rendue possible par un prêt de la Banque européenne d'investissement. Les essais en soufflerie restent en effet nécessaires, malgré le perfectionnement des simulations numériques. Les performances aérodynamiques sont en effet déterminantes dans la consommation en carburant d'un avion, et les calculs n'ont pas encore la précision requise pour valider des gains de performance de l'ordre du pour-cent. L'ONERA dispose également de nombreux types d'équipement de mesures et de bancs d'essais ainsi que de moyens de calcul importants (superordinateur « Sator » cluster scalaire parallèle de 43 600 cœurs de calcul utilisé pour les simulations numériques).

## Directeurs puis présidents du conseil d'administration
- René Jugeau (1946-1949)
- Maurice Roy (1949-1962)
- Lucien Malavard (6 mars 1962 - 23 novembre 1962)
- Paul Germain (novembre 1962 - décembre 1967)[a]
- Raimond Castaing (décembre 1967 - mai 1974)
- Lucien Malavard (mai 1974 - octobre 1975)
- Pierre Contensou (1975-1978)
- André Auriol (mars 1978 - juillet 1984)
- André Jouffret (d) (mars 1978 - juillet 1984)
- Jean Carpentier (d) (juillet 1984 - avril 1991)
- Marcel Bénichou (avril 1991 - avril 1995)
- Michel Scheller (d) (avril 1995 - septembre 1999)
- Jean-Pierre Rabault (septembre 1999 - avril 2003)
- Denis Maugars (avril 2003 - août 2013)
- Thierry Michal (d) (août 2013 - mai 2014) par intérim
- Bruno Sainjon (d) (depuis mai 2014)[10]